# Michael Hage
Michael Hage (né le 14 avril 2006) est un joueur canadien de hockey sur glace jouant pour l'équipe de hockey sur glace universitaire de l'université du Michigan. Il a été sélectionné à la 21e position par les Canadiens de Montréal lors du repêchage 2024 de la LNH.

## Carrière
Le 26 avril 2022, Hage a signé pour le Steel de Chicago en United States Hockey League (USHL) pour la saison 2022-2023. Il a subi une déchirure du labrum en septembre 2022, lors de son premier entraînement avec le Steel. Il est revenu en mars 2023 et a marqué cinq buts et délivré cinq passes lors des 13 derniers matchs de la saison,.
Au cours de la saison 2023-2024, il a inscrit 33 buts et 42 passes en 54 matchs de saison régulière. Il a été nommé attaquant de la semaine en USHL à deux reprises, le 4 et le 18 mars 2024. Après la saison, il a été nommé parmi les meilleurs joueurs de la ligue.
Michael Hage a été sélectionné au premier tour, à la 21e position au total par les Canadiens de Montréal lors du repêchage d'entrée dans la LNH 2024 à Las Vegas.

## Statistiques

### En club
| Saison    | Équipe                   | Ligue |    | Saison régulière | Saison régulière | Saison régulière | Saison régulière | Saison régulière |   | Séries éliminatoires | Séries éliminatoires | Séries éliminatoires | Séries éliminatoires | Séries éliminatoires |
| Saison    | Équipe                   | Ligue | PJ | B                | A                | Pts              | Pun              | PJ               | B | A                    | Pts                  | Pun                  |                      |                      |
| 2021-2022 | Canadiens Jr. de Toronto | LHJO  | 1  | 2                | 2                | 4                | 0                | -                | - | -                    | -                    | -                    |                      |                      |
| 2022-2023 | Steel de Chicago         | USHL  | 13 | 5                | 5                | 10               | 10               | 6                | 1 | 1                    | 2                    | 2                    |                      |                      |
| 2023-2024 | Steel de Chicago         | USHL  | 54 | 33               | 42               | 75               | 53               | 2                | 2 | 2                    | 4                    | 19                   |                      |                      |
| 2024-2025 | Wolverines du Michigan   | B1G   | 33 | 13               | 21               | 34               | 23               | -                | - | -                    | -                    | -                    |                      |                      |

## Vie privée
Michael Hage est né le 14 avril 2006, fils d'Alan Hage et Rania Saba, deux enfants d'immigrants égyptiens ayant grandi dans les quartiers Pierrefonds et Saint-Laurent de Montréal. Hage a perdu son père dans un accident de piscine en juillet 2023. Il lui a dédié sa saison 2023-2024,.